# Lasioglossum subsemilucens
Lasioglossum subsemilucens är en biart som först beskrevs av Blüthgen 1934.  Lasioglossum subsemilucens ingår i släktet smalbin, och familjen vägbin. Inga underarter finns listade i Catalogue of Life.